# Féminin singulière
 (mars 2022).
Si vous disposez d'ouvrages ou d'articles de référence ou si vous connaissez des sites web de qualité traitant du thème abordé ici, merci de compléter l'article en donnant les références utiles à sa vérifiabilité et en les liant à la section « Notes et références ».
 (mars 2022).
La mise en forme du texte ne suit pas les recommandations de Wikipédia : il faut le « wikifier ».
Les points d'amélioration suivants sont les cas les plus fréquents. Le détail des points à revoir est peut-être précisé sur la page de discussion.
- Les titres sont pré-formatés par le logiciel. Ils ne sont ni en capitales, ni en gras.
- Le texte ne doit pas être écrit en capitales (les noms de famille non plus), ni en gras, ni en italique, ni en « petit »…
- Le gras n'est utilisé que pour surligner le titre de l'article dans l'introduction, une seule fois.
- L'italique est rarement utilisé : mots en langue étrangère, titres d'œuvres, noms de bateaux, etc.
- Les citations ne sont pas en italique mais en corps de texte normal. Elles sont entourées par des guillemets français : « et ».
- Les listes à puces sont à éviter, des paragraphes rédigés étant largement préférés. Les tableaux sont à réserver à la présentation de données structurées (résultats, etc.).
- Les appels de note de bas de page (petits chiffres en exposant, introduits par l'outil «  Source ») sont à placer entre la fin de phrase et le point final[comme ça].
- Les liens internes (vers d'autres articles de Wikipédia) sont à choisir avec parcimonie. Créez des liens vers des articles approfondissant le sujet. Les termes génériques sans rapport avec le sujet sont à éviter, ainsi que les répétitions de liens vers un même terme.
- Les liens externes sont à placer uniquement dans une section « Liens externes », à la fin de l'article. Ces liens sont à choisir avec parcimonie suivant les règles définies. Si un lien sert de source à l'article, son insertion dans le texte est à faire par les notes de bas de page.
- La présentation des références doit suivre les conventions bibliographiques. Il est recommandé d'utiliser les modèles {{Ouvrage}}, {{Chapitre}}, {{Article}}, {{Lien web}} et/ou {{Bibliographie}}. Le mode d'édition visuel peut mettre en forme automatiquement les références.
- Insérer une infobox (cadre d'informations à droite) n'est pas obligatoire pour parachever la mise en page.

Pour une aide détaillée, merci de consulter Aide:Wikification.
Si vous pensez que ces points ont été résolus, vous pouvez retirer ce bandeau et améliorer la mise en forme d'un autre article.
Albums de Julie Pietri
Double Collection Or Julie Pietri
(1992) Ève lève-toi
(2000)
Singles
1. Devinez-moi
Sortie : fin 1994

Féminin singulière est le 5ealbum studio de Julie Pietri, sorti en 1995 chez Arcade.
Pour cet album, la chanteuse enregistre de nouvelles versions de huit de ses anciennes chansons ainsi que cinq nouveaux titres, le tout arrangé par Jean-Pierre Pilot.

Julie Pietri présente notamment une version salsa de son premier succès, Magdalena, et remet au goût du jour deux chansons méconnues de son premier album (1980) composées par Jean Schultheis : Parti pris et J'trouve plus la sortie. Nouvelle vie, son succès de l'hiver 1987-1988, à l'origine rythmé, a quant à lui été transformé en ballade.

## Titres
1. Devinez-moi
Julie Pietri / François Bernheim
2. Nuit sans issue
Julie Pietri - S. Troff / Vincent-Marie Bouvot
3. Féminin singulière
Julie Pietri - I. Cortella
4. Et c'est comme si [1]
Julie Pietri / Ray Davies
5. Magdalena [2]
Jean-Marie Moreau / Juan Carlos Calderón
6. Ève lève-toi
Julie Pietri - Jean-Michel Bériat / Vincent-Marie Bouvot
7. Rendez-vous
Julie Pietri / François Bernheim
8. Étrangère
Julie Pietri - Frédéric Brun / Laurent Stopnicki
9. Parti pris
Jean-Marie Moreau / Jean Schultheis
10. Nouvelle vie
Jean-Michel Bériat / Vincent-Marie Bouvot
11. J'trouve plus la sortie
Jean-Marie Moreau / Jean Schultheis
12. Fatale
Julie Pietri / François Bernheim
13. Planète hollywood
Julie Pietri / S. Cortella

## Single
- Devinez-moi (1994)

2e titre : Et c'est comme si